# Freeman Wood
 (novembre 2024).
 (novembre 2024).
La mise en forme du texte ne suit pas les recommandations de Wikipédia : il faut le « wikifier ».
Les points d'amélioration suivants sont les cas les plus fréquents. Le détail des points à revoir est peut-être précisé sur la page de discussion.
- Les titres sont pré-formatés par le logiciel. Ils ne sont ni en capitales, ni en gras.
- Le texte ne doit pas être écrit en capitales (les noms de famille non plus), ni en gras, ni en italique, ni en « petit »…
- Le gras n'est utilisé que pour surligner le titre de l'article dans l'introduction, une seule fois.
- L'italique est rarement utilisé : mots en langue étrangère, titres d'œuvres, noms de bateaux, etc.
- Les citations ne sont pas en italique mais en corps de texte normal. Elles sont entourées par des guillemets français : « et ».
- Les listes à puces sont à éviter, des paragraphes rédigés étant largement préférés. Les tableaux sont à réserver à la présentation de données structurées (résultats, etc.).
- Les appels de note de bas de page (petits chiffres en exposant, introduits par l'outil «  Source ») sont à placer entre la fin de phrase et le point final[comme ça].
- Les liens internes (vers d'autres articles de Wikipédia) sont à choisir avec parcimonie. Créez des liens vers des articles approfondissant le sujet. Les termes génériques sans rapport avec le sujet sont à éviter, ainsi que les répétitions de liens vers un même terme.
- Les liens externes sont à placer uniquement dans une section « Liens externes », à la fin de l'article. Ces liens sont à choisir avec parcimonie suivant les règles définies. Si un lien sert de source à l'article, son insertion dans le texte est à faire par les notes de bas de page.
- La présentation des références doit suivre les conventions bibliographiques. Il est recommandé d'utiliser les modèles {{Ouvrage}}, {{Chapitre}}, {{Article}}, {{Lien web}} et/ou {{Bibliographie}}. Le mode d'édition visuel peut mettre en forme automatiquement les références.
- Insérer une infobox (cadre d'informations à droite) n'est pas obligatoire pour parachever la mise en page.

Pour une aide détaillée, merci de consulter Aide:Wikification.
Si vous pensez que ces points ont été résolus, vous pouvez retirer ce bandeau et améliorer la mise en forme d'un autre article.
Pour les articles homonymes, voir Wood.
Freeman Wood (1er juillet 1896 - 15 février 1956) est un acteur américain de cinéma. Il commence sa carrière dans le cinéma muet.

## Biographie
Né en 1896 à Denver, Colorado, Wood apparaît dans son premier film en 1919, The Adventure Shop.
Au début de sa carrière, il tient des rôles importants, souvent en tant qu'amoureux rival du personnage principal, mais au fil du temps, il est relégué à des rôles de figuration au point qu'en 1933 ses personnages ne sont généralement pas nommés.
Au cours de ses 25 ans de carrière, il apparaît dans plus de 60 films, dont le dernier est un petit rôle dans Once Upon a Time de 1944, avec Cary Grant, Janet Blair et James Gleason.

## Filmographie
(Selon la base de données AFI ) 
 (juillet 2025).
Un * indique un rôle principal.
 
- The Adventure Shop (1919)
- Diane of Star Hollow (1921) - Dick Harrison
- Made in Heaven (1921) - Davidge*
- High Heels (1921) - Cortland Van Ness*
- The Rage of Paris (1921) - Jimmy Allen
- White Hands (1922) - Ralph Alden*
- The Frozen North (1922)-Husband
- Fashion Row (1923) - Eric Van Corland*
- Divorce (1923) - Townsend Perry
- Gossip (1923) - Robert Williamson*
- Innocence (1923) - Don Hampton*
- The Man Alone (1923) - George Perry*
- Out of Luck (1923) - Cyril La Mount
- Broken Hearts of Broadway (1923) - Frank Huntleigh
- The Wild Party (1923) - Jack Cummings*
- Butterfly (1924) - Cecil Atherton
- The Female (1924) - Clon Biron*
- The Gaiety Girl (1924) - Christopher "Kit" Kershaw*
- The Girl on the Stairs (1924) - Dick Wakefield*
- One Glorious Night (1924) - Chester James*
- The Price She Paid (1924) - Stanley Baird
- The Dancers (1925) - Evan Caruthers
- Hearts and Spurs (1925) - Oscar Estabrook*
- The Part Time Wife (1925) - DeWitt Courtney*
- Raffles, the Amateur Cracksman (1925) - Bunny Manners
- Scandal Proof (1925) - Monty Brandster*
- Wings of Youth (1925) - Lucien Angoola*
- Josselyn's Wife (1926) - Mr. Arthur*
- The Lone Wolf Returns (1926) - Mallison*
- Mannequin (1926) - Terry Allen*
- The Prince of Broadway (1926) - Wade Turner*
- A Social Celebrity (1926) - Gifford Jones
- 1927 : McFadden's Flats de Richard Wallace : Desmond Halloran
- The Coward (1927) - Leigh Morlock*
- Taxi! Taxi! (1927) - Jersey
- The Garden of Eden (1928) - Directeur musical
- Half a Bride (1928) - Jed Session*
- The Legion of the Condemned (1928) - Richard De Witt
- The Little Yellow House (1928) - Wells Harbison*
- Scarlet Youth (1928)*
- Chinatown Nights (1929) - Gerald
- Why Bring That Up? (1929) - Powell
- Ladies in Love (1930) - Ward Hampton*
- Lilies of the Field (1930) - Lewis Conroy*
- Only the Brave (1930) - l'amant d'Elizabeth
- The Swellhead (1930) - Clive Warren
- Young Eagles (1930) - Lieutenant Mason
- Kept Husbands (1931) - Mr. Post
- Evenings for Sale (1932) - Von Zelling
- Lady with a Past (1932) - Patterson
- I Believed in You (1934) - Invité à la fête
- Desirable (1934)
- Fugitive Lady (1934)
- Go into Your Dance (1935) - Chef de salle d'un restaurant
- I Live My Life (1935) - Waterbury Jr.
- Redheads on Parade (1935) - Vendeur
- Too Many Parents (1936)
- Two-Fisted Gentleman (1936)
- Wells Fargo (1937)
- Danger – Love at Work (1937) - Jones
- The House Across the Bay (1940) - Mr. Hanson
- She Knew All the Answers (1941)
- Once Upon a Time (1944)